# Geissenklösterle
Geissenklösterle (Geißenklösterle) es un yacimiento arqueológico de importancia para el Paleolítico Superior centroeuropeo, situado cerca de la ciudad de Blaubeuren en el Jura de Suabia, en Baden-Wurtemberg, al sur de Alemania. Explorada por primera vez en 1963, la cueva contiene restos de arte prehistórico temprano de hace entre 43.000 y 30.000 años. En 2017, el yacimiento pasó a formar parte del Patrimonio Mundial de la UNESCO Cuevas y Arte de la Edad de Hielo en el Jura de Suabia. 

## Resumen
Es una de las numerosas cuevas en las que los primeros humanos modernos del Auriñaciense, hace entre 43.000 y 30.000 años, dejaron huellas de obras de arte tempranas, como las cuevas de Vogelherd, Brillenhöhle, Grosse Grotte, Hohle Fels y Hohlenstein-Stadel.
Geissenklösterle se exploró arqueológicamente por primera vez en 1963. Las excavaciones sistemáticas comenzaron en 1973, y desde 1974 hasta 2002 fueron patrocinadas por el Estado de Baden-Wurtemberg. Una publicación monográfica de 1983 resume los resultados de las excavaciones hasta ese momento.
La cueva contiene sedimentos, que fueron divididos en seis niveles pertenecientes al Auriñaciense y siete niveles del Gravetiense. Los niveles inferiores están acreditados al Paleolítico Medio y los superiores abarcan desde el Magdaleniense de Europa Occidental (hace entre 17.000 y 12.000 años) hasta la Edad Media. 
Los niveles auriñacienses datan de hace entre 43.000 y 32.000 años, y en ellos se encontraron herramientas de piedra, artefactos de cornamenta, huesos y marfil. Entre las piezas más destacadas se cuentan dos flautas talladas en hueso de ave y marfil de mamut, los instrumentos musicales más antiguos conocidos, con una antigüedad de 42.000 a 43.000 años.

## Patrimonio de la Humanidad de la UNESCO
En enero de 2016, el gobierno federal de Alemania solicitó el estatus de Patrimonio de la Humanidad para dos valles con seis cuevas denominadas Höhlen der ältesten Eiszeitkunst ("Cuevas con el arte más antiguo de la Edad de Hielo"). El sitio abarcaría zonas en los valles del Lone) y del Ach, ambos en el sur del Jura de Suabia. El primero incluye las cuevas Hohlenstein-Stadel, Vogelherd y Bocksteinhöhle, y el segundo Geissenklösterle, Hohle Fels y la cueva de Sirgenstein. Cada valle contendría un núcleo de unos 3 a 4 km de longitud, rodeado por una zona de amortiguación de al menos 100 m de ancho.
En la argumentación de por qué estos yacimientos merecen ser reconocidos como parte del patrimonio universal de la humanidad, se describe la zona como la fuente de las obras de arte humano más antiguas que se conocen actualmente (no estacionarias) en forma de figurillas talladas de animales y humanoides, así como de los instrumentos musicales más antiguos que se conservan. Sus creadores vivieron, se inspiraron y trabajaron en estas cuevas y sus alrededores. Las cuevas también servían de depósito de las figurillas, que podían utilizarse en un contexto religioso. Además, eran el lugar donde los intérpretes utilizaban los instrumentos musicales excavados y donde vivían los grupos sociales de los que surgían los artistas.
El comité concedió el estatus de sitio del Patrimonio de la Humanidad en julio de 2017.

## Literatura
- Nicolas Conard, Maria Malina: Abschließende Ausgrabungen im Geißenklösterle bei Blaubeuren, Alb-Donau-Kreis. in: Archäologische Ausgrabungen Baden-Württemberg, Theiss, Stuttgart 2001, p. 17-21. ISSN 0724-8954
- J. Hahn: Die Geißenklösterle-Höhle im Achtal bei Blaubeuren. in: Forschungen und Berichte zur Vor- und Frühgeschichte in Baden-Württemberg, Theiss, Stuttgart, 21, 1988,262. ISBN 3-8062-0794-1